# Afrotyphlops congestus
Espèce
Synonymes
- Onychocephalus congestus Duméril & Bibron, 1844
- Typhlops congestus (Duméril & Bibron, 1844)
- Onychophis barrowii Gray, 1845
- Typhlops crassatus Peters, 1881

Afrotyphlops congestus est une espèce de serpents de la famille des Typhlopidae. 

## Répartition
Cette espèce se rencontre au Nigeria, au Cameroun, sur l'île de Bioko en Guinée équatoriale, en République centrafricaine, au Gabon, en République du Congo, dans l'Ouest, le centre et l'Est de la République démocratique du Congo et en Ouganda.

## Publication originale
- Duméril & Bibron, 1844 : Erpétologie générale ou Histoire naturelle complète des reptiles. Librairie encyclopédique Roret, Paris, vol. 6, p. 1-609 (texte intégral).